# Justicia telloensis
Justicia telloensis är en akantusväxtart som beskrevs av M. Hedrén. Justicia telloensis ingår i släktet Justicia och familjen akantusväxter. Inga underarter finns listade i Catalogue of Life.